# Vlag van Hoorn
De vlag van Hoorn is een tweekleur, bestaande uit drie horizontale banen in rood-wit-rood. De vlag is bij raadsbesluit officieel aangenomen als gemeentelijke vlag van Hoorn op 26 maart 1957 en opnieuw op 13 februari 1979.

## Geschiedenis
De oudste bekende afbeelding waarop de huidige vlag van de stad Hoorn staat afgebeeld is op een schilderij uit 1622 van de hand van Hendrik Cornelisz. Vroom. Het schilderij draagt de naam: Gezicht op Hoorn en toont de stad gezien vanaf de zeezijde. Hierop voeren een aantal schepen de vlag van Hoorn.
De huidige vlag is gelijk aan de vlaggen van Dordrecht en Gouda, en aan de Oostenrijkse vlag.
Er is een andere vorm van de vlag geweest, met in de witte middenbaan de hoorn uit het wapen van Hoorn. Deze is voor het eerst vermeld in een Napolitaanse vlaggenboek in 1667. Deze versie is in de loop der tijd in onbruik geraakt. Bij winkels in de gemeente wordt er wel gevlag met een andere variant, te weten de tweekleur met in de witte baan het logo van de gemeente, dat is gebaseerd op het gemeentewapen.

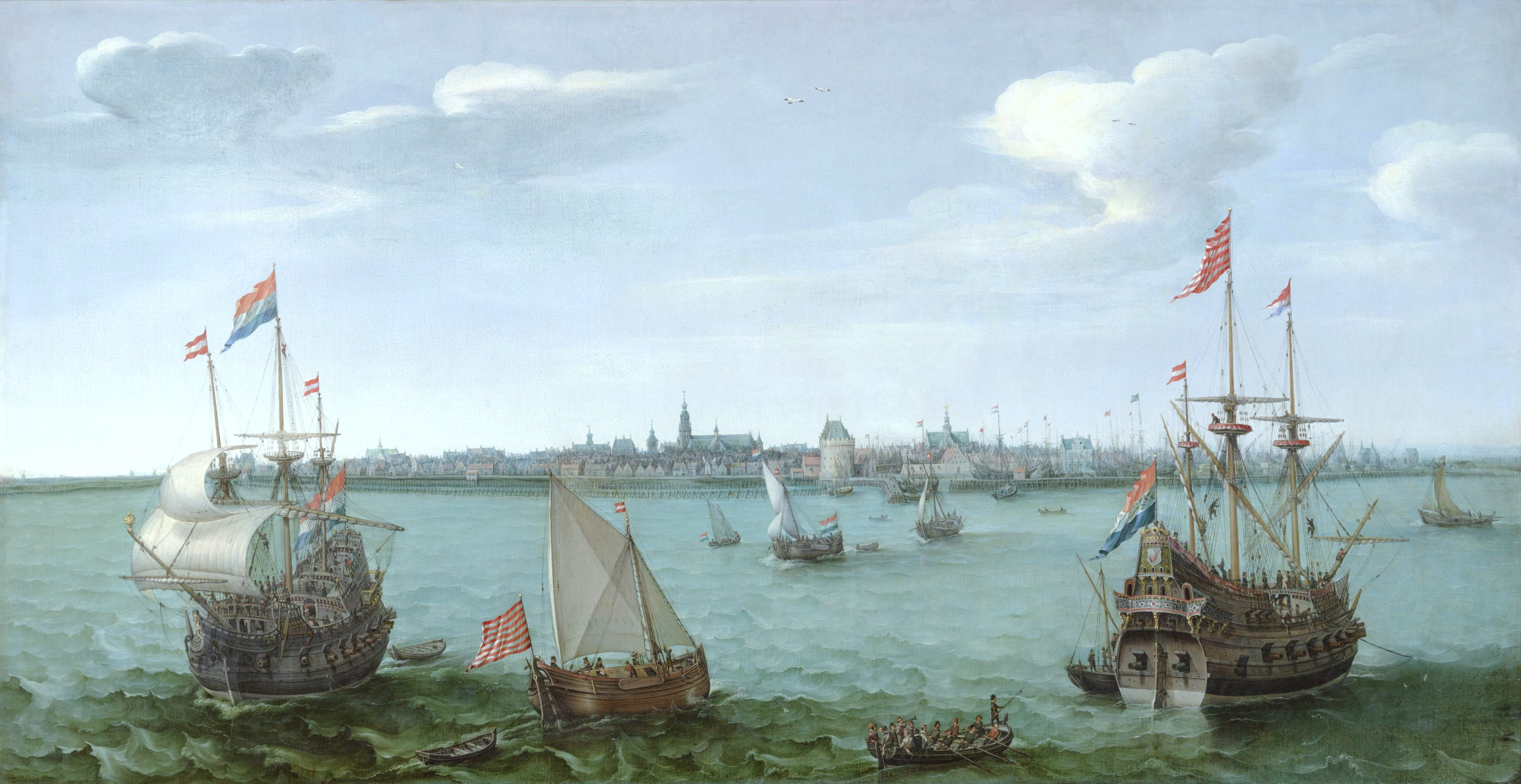
Gezicht op Hoorn, 1622. Vlag van Hoorn wordt gevoerd op de schepen aan de voor- en achtermast.

## Galerij

Verwante afbeeldingen
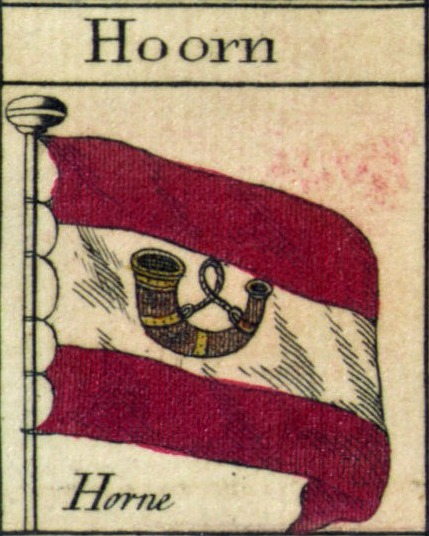
Vlag van Hoorn met hoorn, zoals deze in 1783 op een vlaggenkaart is getekend
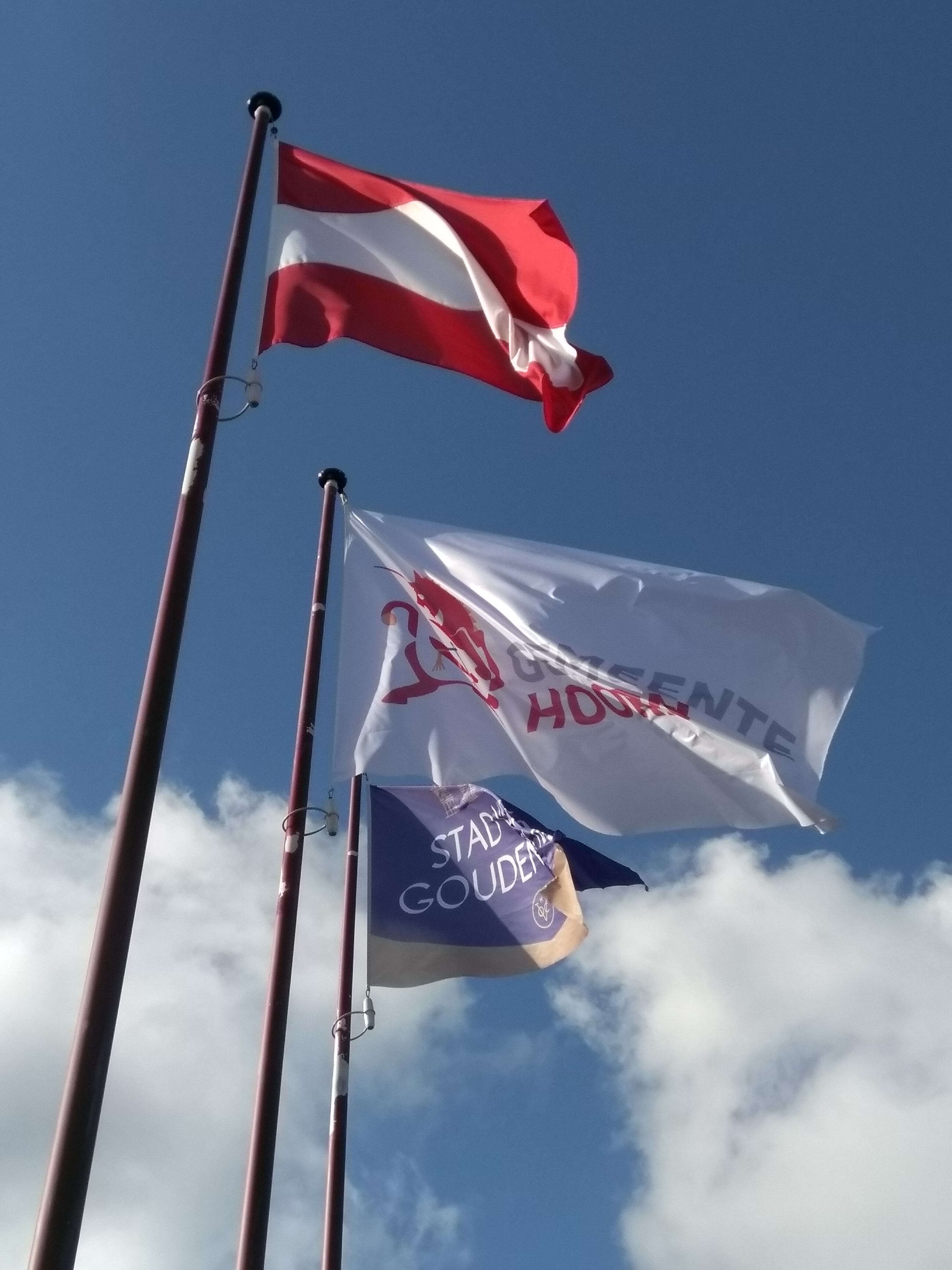
Drie vlaggen welke in gebruik zijn bij de Gemeente Hoorn, van voor naar achter: de officiële gemeentelijke vlag, een vlag met logo en een vlag van het themajaar Stad van de Gouden Eeuw
Wapen van Hoorn

Vergelijkbare vlaggen
Vlag van Bouillon
Vlag van Dordrecht
Vlag van Gouda
Vlag van Leuven
Vlag van Oostenrijk

Aalsmeer · Alkmaar · Amstelveen · Amsterdam · Bergen · Beverwijk · Blaricum · Bloemendaal · Castricum · Den Helder · Diemen · Dijk en Waard · Drechterland · Edam-Volendam · Enkhuizen · Gooise Meren · Haarlem · Haarlemmermeer · Heemskerk · Heemstede · Heiloo · Hilversum · Hollands Kroon · Hoorn · Huizen · Koggenland · Landsmeer · Laren · Medemblik · Oostzaan · Opmeer · Ouder-Amstel · Purmerend · Schagen · Stede Broec · Texel · Uitgeest · Uithoorn · Velsen · Waterland · Wijdemeren · Wormerland · Zaanstad · Zandvoort